# If Looks Could Kill
If Looks Could Kill ( titulada en España Agente juvenil) es una comedia de acción de 1991 dirigida por William Dear y protagonizada por Richard Grieco, Linda Hunt  y Gabrielle Anwar.

## Sinopsis
Durante un viaje de estudios a París para obtener los últimos créditos necesarios para graduarse, un estudiante estadounidense de 18 años (interpretado por Richard Grieco), es confundido en el aeropuerto con el agente de la CIA Michael Corben, con quien comparte nombre y vuelo a París. La tarea del agente, que Michael heredará involuntariamente cuando la asesina Ilsa Grunt (Linda Hunt) elimina a su objetivo antes de subir al avión, es evitar una peligrosa conspiración internacional encabezada por August Steranko (Roger Rees).

## Precedentes
El planteamiento inicial es similar al del clásico Con la muerte en los talones de Alfred Hitchcock, derivando luego en una reformulación para adolescentes de los tropos de las películas de James Bond.
La historia en la que se basa la película (titulada originalmente Teen Agent, título con el que se estrenaría el Reino Unido) fue escrita por Fred Dekker, director de El terror llama a su puerta y Una pandilla alucinante, quien afirmó más tarde que "el producto final no es en absoluto lo que imaginé, sobre todo porque eligieron a un tipo 'cool' para interpretar el papel principal del nerd", lo que frustraba su premisa de ccolocar un personaje similar a los que interpretaba Anthony Michael Hall en el cine de John Hughes  en una aventura a lo James Bond.

## Reparto
- Richard Grieco – Michael Corben
- Roger Rees – Augustus Steranko, un líder de la Comunidad Económica Europea
- Linda Hunt – Ilsa Grunt
- Robin Bartlett – Patricia Grober
- Gabrielle Anwar – Mariska
- Geraldine James – Vendetta Galante
- Michael Siberry – Derek Richardson
- Tom Rack – Zigesfeld
- Carole Davis – Areola Canasta
- Frederick Coffin – Teniente coronel Larabee
- Roger Daltrey – Blade
- Oliver Dear – Kent
- Cynthia Preston – Melissa Tyler
- Michael Sinelnikoff – Haywood
- Travis Swords – Kelly
- Gerry Mendicino – Herb Corben
- Fiona Reid – Marge Corben
- Michael Vinokur – Brad Corben
- Gene Mack – Agente Kramer
- Jacques Tourangeau – Jacques Lefevre

## Banda sonora
1. If Looks Could Kill (No Turning Back) - Glenn Medeiros
2. One Hot Country - The Outfield
3. Loud Guitars, Fast Cars And Wild, Wild Women - Contraband
4. One Mo' Time - Trixter
5. Better the Devil You Know - Kylie Minogue
6. Teach Me How To Dream - Robin McAuley
7. All Is Fair - The fixx
8. Maybe This Time - The Stabilizers
9. My Saltine - Bang Tango
10. Michael Corben's Adventure - Bill Ross

## Taquilla y recepción
If Looks Could Kill  se estrenó en Estados Unidos el 15 de marzo de 1991 en el puesto 11 de la taquilla nacional, con 2,2 millones de dólares, y recaudó un total de 7,8 millones de dólares. 
El crítico Roger Ebert del Chicago Sun-Times la valoró con 3 de 4 estrellas, entendiéndola como una subversión de la fórmula de las películas de espías . Variety reseñó que "parodia la fórmula de James Bond de manera aburrida". Rita Kempley la calificó de "insípida, aburrida y llena de niñastos repelentes" en The Washington Post y criticó su violencia, que dijo que era inquietante en un filme dirigida al grupo demográfico juvenil . En Rotten Tomatoes  la película tiene un índice de aprobación del 29% y una puntuación promedio de 3,5/10 basada en siete reseñas.  